# Samia Suluhu
Samia Hassan Suluhu (Sultanato de Zanzibar, 27 de janeiro de 1960) é uma política tanzaniana, atual presidente da Tanzânia, filiada ao CCM.
Ela se tornou a primeira mulher vice-presidente da Tanzânia após as eleições gerais de 2015, eleita na chapa do CCM com o presidente John Magufuli. Suluhu e Magufuli foram reeleitos em 2020. Após a morte de Magufuli no cargo em março de 2021, ela ascendeu à presidência e se tornou a primeira mulher presidente da Tanzânia. Antes de seu mandato como vice-presidente, ela atuou como Membro do Parlamento pelo círculo eleitoral de Makunduchi de 2010 a 2015, e também foi Ministra de Estado no Gabinete do Vice-Presidente para Assuntos Sindicais de 2010 a 2015.
Antes disso, ela atuou como ministra na região semi-autônoma de Zanzibar na administração do presidente Amani Abeid Karume. Em 2014, ela foi eleita vice-presidente da Assembleia Constituinte com a tarefa de redigir a nova constituição do país.

## Biografia
Suluhu nasceu no Sultanato de Zanzibar. Depois de concluir o ensino médio em 1977, ela foi contratada pelo Ministério do Planejamento e Desenvolvimento como escriturária. Ela frequentou uma série de cursos de curta duração em regime de meio período. Em 1986, ela se formou no Institute of Development Management (atual Mzumbe University) com um diploma avançado em administração pública.
Após a formatura, ela trabalhou em um projeto financiado pelo Programa Alimentar Mundial. Entre 1992 e 1994, ela frequentou a Universidade de Manchester e se formou com um diploma de pós-graduação em economia. Em 2015, ela obteve seu MSc em Desenvolvimento Econômico Comunitário por meio de um programa conjunto entre a Universidade Aberta da Tanzânia e a Southern New Hampshire University.
Em 2000, ela decidiu entrar para a política. Ela foi eleita como membro especial da Câmara dos Representantes de Zanzibar e foi nomeada ministra pelo presidente Amani Karume. Ela era a única ministra de alto escalão no gabinete e era "desprezada" por seus colegas homens por causa de seu gênero. Ela foi reeleita em 2005 e foi renomeada como ministra em outra pasta.
Em 2010, ela buscou a eleição para a Assembleia Nacional, concorrendo no eleitorado parlamentar de Makunduchi e vencendo por mais de 80%. O presidente Jakaya Kikwete a nomeou Ministra de Estado para Assuntos da União. Em 2014, ela foi eleita vice-presidente da Assembleia Constituinte com a tarefa de redigir a nova constituição do país.
Em julho de 2015, o candidato presidencial do CCM, John Magufuli, a escolheu como sua companheira de chapa para as eleições de 2015, tornando-a a primeira companheira de chapa na história do partido. Posteriormente, ela se tornou a primeira mulher vice-presidente na história do país após a vitória de Magufuli nas eleições.
Após a morte de Magufuli em 17 de março de 2021, Suluhu assumiu o cargo interinamente e dois dias depois foi oficialmente empossada como a 6ª presidente da Tanzânia, sendo a primeira mulher presidente do país.

## Vida pessoal
Em 1978, ela se casou com Hafidh Ameir, atualmente um oficial agrícola aposentado. Eles têm quatro filhos. Seu segundo filho, Wanu Hafidh Ameir (nascido em 1982), é um membro com assento especial da Câmara dos Representantes de Zanzibar.